# Satz von Monge (Elementargeometrie)

Satz von Monge
Die drei äußeren Streckungszentren liegen auf einer gemeinsamen (roten) Geraden.

Der Satz von Monge ist ein Lehrsatz der Elementargeometrie, welcher auf den französischen Mathematiker Gaspard Monge zurückgeht. Der Satz behandelt eine Eigenschaft von Kreisen der euklidischen Ebene im Zusammenhang mit zentrischen Streckungen.

## Formulierung des Satzes
Der Satz lässt sich angeben wie folgt:
Für je drei paarweise getrennt liegende Kreise der euklidischen Ebene mit verschiedenen Radien, welche durch drei zentrische Streckungen ineinander überführt werden, sind die drei äußeren Streckungszentren stets auf einer Geraden gelegen.

## Erläuterungen
1. In der euklidischen Ebene liegen zwei Kreise getrennt, wenn die zugehörigen Kreisscheiben disjunkt sind.
2. In der euklidischen Ebene  erhält man das äußere Streckzentrum zweier getrennt liegender Kreise mit unterschiedlichen Radien als Schnittpunkt der beiden äußeren Kreistangenten. Dieser Schnittpunkt liegt also nicht auf der Verbindungsstrecke der  beiden Kreismittelpunkte.

## Historische Anmerkung
- Der Satz wurde von Jean-Baptiste le Rond d’Alembert behauptet und dann von  Gaspard Monge bewiesen.[3] Monge veröffentlichte den Beweis 1798 in seinem Buch Géometrié descriptive, es wird allerdings vermutet, dass die Aussage möglicherweise schon in der griechischen Mathematik bekannt gewesen ist.[5]